# Johannes Pfannenstiel

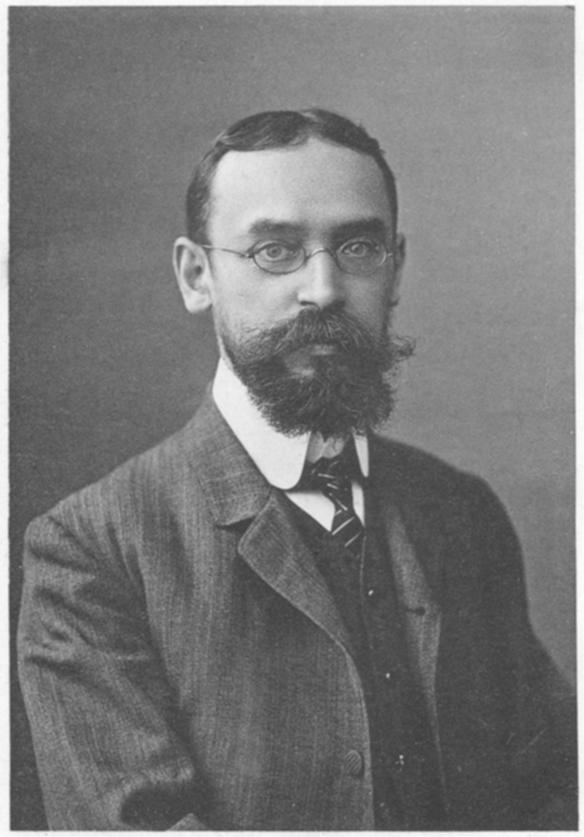
Johannes Pfannenstiel

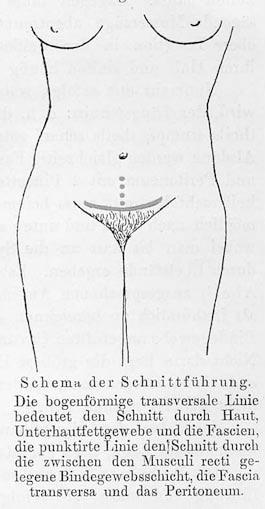
Pfannenstielschnitt

Hermann Johannes Pfannenstiel (* 28. Juni 1862 in Berlin; † 3. Juli 1909 in Kiel) war ein deutscher Geburtshelfer und Gynäkologe. 
Im Jahre 1900 modifizierte er die 1881 von Ferdinand Adolf Kehrer angegebene Methode des transversalen (von ihm als „horizontal“ angegebenen) Kaiserschnittes, die heute nach ihm benannt ist (Pfannenstielschnitt), indem er die Faszien der Bauchmuskeln ebenfalls transversal öffnete.

## Lebenslauf
Der Sohn eines Bankdirektors besuchte das Berliner Friedrich-Wilhelm-Gymnasium bis zu seinem 18. Lebensjahr, studierte anschließend gegen den Willen seines Vaters bis 1885 Medizin an der Universität Berlin und promovierte im gleichen Jahr mit dem Prädikat  summa cum laude. Anschließend arbeitete er zwei Jahre als Assistenzarzt am Stadtkrankenhaus in Posen, danach bei Heinrich Fritsch an der Frauenklinik in Breslau. Er habilitierte sich 1890 und ließ sich 1894 in einer privaten Praxis in Breslau nieder, bis er 1896 Leiter der gynäkologischen Abteilung des Elisabethinerinnen-Krankenhauses in Breslau und außerordentlicher Professor an der Universität Breslau wurde. 1902 nahm er einen Ruf auf eine ordentliche Professur der Universität Gießen an und 1907 einen weiteren nach Kiel. Dort starb er an einer Infektion, die er sich während einer Operation zugezogen hatte.
Johannes Pfannenstiel war ab 1889 mit Elisabeth geborene Behlendorff verheiratet. Das Paar hatte einen Sohn, den späteren Rassenhygieniker Wilhelm Pfannenstiel.

## Schriften (Auswahl)
- Über die Totalexstirpation des Uterus. Schade, Berlin 1885 (Dissertation).
- Ueber die Pseudomucine der cystischen Ovariengeschwülste. Beitrag zur Lehre vom Paralbumin und zur pathologischen Anatomie der Ovarientumoren. Engelhardt, Leipzig 1890 (Habilitationsschrift).
- als Hrsg. mit Rudolf Chrobak: Festschrift zur Feier des fünfzigjährigen Jubiläums der Gesellschaft für Geburtshilfe und Gynäkologie in Berlin. 1894.
- Die Erkrankungen der Ovarien. In: Johann Veit (Hrsg.): Handbuch der Gynäkologie. Band III/1, 1898, S. 239–512 (Digitalisat); 2. Auflage (mit Paul Kroemer) 1908.
- Über die Vortheile des suprasymphysaren Fascienquerschnitts für die gynäkologischen Koliotomien, zugleich ein Beitrag zu der Indikationsstellung der Operationswege. In: Sammlung Klinischer Vorträge. Neue Folge, Band 268, 1900, S. 1735–1756.
- Die ersten Veränderungen der Gebärmutter infolge von Schwangerschaft, Bildung der Placenta, Eihäute, Nabelschnur. In: Franz von Winckel (Hrsg.): Handbuch der Geburtshülfe. Band I/1, 1903.
- Ueber den habituellen Ikterus gravis der Neugeborenen. In: Münchner Medizinische Wochenschrift. Band 55, 1908, S. 2169–2174 und 2233–2237.